# Джованні Барале
Оресте Барале (італ. Giovanni Barale, 1 липня 1895, Пеццана — 11 червня 1976, Турин) — італійський футболіст, що грав на позиції півзахисника. 
Виступав, зокрема, за клуб «Ювентус». чемпіон Італії. 

## Ігрова кар'єра
Розпочинав кар'єру в команді «Аматорі Торіно». В 1921 році перейшов у «Ювентус», у складі якого грав до 1927 року з невеликою перервою у 1922 році, коли кілька матчів провів у складі «Торіно». Став чемпіоном Італії в 1926 році, зігравши у восьми матчах того розіграшу. В клубі також виступав його брат Оресте Барале.

## Титули і досягнення
- Чемпіон Італії (1):

«Ювентус»: 1925-1926